# Mennonietenkerk (Krefeld)
De Mennonietenkerk (Duits: Mennonitenkirche) van Krefeld is een doopsgezind kerkgebouw, dat vanaf 1691 werd gebouwd tijdens de eerste stadsuitbreiding van de stad. 

## Geschiedenis gemeente
Vanaf 1607 zochten de eerste mennonieten hun toevlucht in Krefeld. Ze werden voornamelijk uit de omliggende katholieke steden en gebieden verdreven. Het door het Huis van Oranje bestuurde Krefeld bood hen bescherming en in 1657 werd hen het recht op vrije geloofsuitoefening toegestaan. Van harte ging dit niet bij de bevolking. Nog twee jaar eerder had de calvinistische gemeente bij de prins van Oranje op de uitwijzing van de doopsgezinden aangedrongen, maar het verzet moest uiteindelijk worden gestaakt. 

## Geschiedenis van de kerk
Alhoewel de mennonieten de bouw van een kerk werd toegestaan, mocht het godshuis niet als kerkgebouw herkenbaar zijn. De kerk werd daarom iets achteraf gebouwd, vanaf de binnenstadszijde verscholen achter een hoge muur. Vanaf de achterzijde werd de kerk door huizen aan het zicht onttrokken. Via een nog altijd bestaande poort aan de Mennoniten–Kirch–Straße was de kerk bereikbaar. Tegenwoordig is deze poort het oudste monument binnen de bewalling van Krefeld. 
In 1843 werd de oorspronkelijk eenvoudige rechthoekige kerk aanzienlijk verbouwd. Aan de westelijke zijde werd een apsis toegevoegd, aan de oostzijde een kleine voorruimte aangebouwd en de toegang tot de kerk werd verlegd naar de Königstraße. Twee rijen zuilen met Korinthische kapitelen beheersten het interieur. 
Bij de bombardementen op Krefeld in de nacht van 21 op 22 juni 1943 werden de kerk en de nevenbebouwing zwaar beschadigd. Vanaf oktober 1949 werd er aan de herbouw gewerkt. De zuilen in de kerk werden niet teruggeplaatst en in het koor werd een groot venster dichtgemetseld. In mei 1950 kon het gebouw weer voor de eredienst in gebruik worden genomen. In 1961 werd een nieuw orgel ingebouwd.
Tegenwoordig kent de gemeente circa 800 leden.